# Mein Leben als Sohn
Mein Leben als Sohn. Eine wahre Geschichte (englisch: Patrimony. A True Story) ist ein autobiografischer Roman des amerikanischen Schriftstellers Philip Roth über den Tod seines Vaters. Er erschien 1991 beim New Yorker Verlag Simon & Schuster und wurde im Folgejahr mit dem National Book Critics Circle Award in der Kategorie Biografie/Autobiografie ausgezeichnet. Die deutsche Übersetzung von Jörg Trobitius veröffentlichte 1992 der Carl Hanser Verlag. Während der Originaltitel Patrimony auf das Patrimonium und das väterliche Erbe Bezug nimmt, ist der deutsche Titel eine Abwandlung des 1974 erschienenen Romans My Life as a Man (Mein Leben als Mann).

## Inhalt
Philip Roth

Patrimony. A True Story

Link zum Cover der amerikanischen Erstausgabe

Das Bild zeigt Herman Roth, den älteren Sohn Sandy und Philip Roth (von hinten nach vorne)

(Bitte Urheberrechte beachten)
Mit 86 Jahren wird bei Philip Roths Vater Herman Roth ein Hirntumor diagnostiziert. Der Sohn überbringt dem Vater die Diagnose und steht ihm in den folgenden Wochen und Monaten bei. Der Vater zeigt das Beharrungsvermögen und den Kampfeswillen gegen die Unabänderlichkeit des nahenden Todes, die ihn all sein Leben hindurch ausgezeichnet haben: als erfolgreicher Vertreter der Versicherungsgesellschaft Metropolitan Life, der es als Einwanderer der zweiten Generation im latent judenfeindlichen Amerika Mitte des 20. Jahrhunderts dennoch nie zu einer großen Karriere gebracht hat, und als Familienoberhaupt, das mit Intoleranz und Halsstarrigkeit den jugendlichen Sohn reglementierte, ehe sich dieser intellektuell über den kleinbürgerlichen Vater hinausentwickelte und ihm dennoch ein Leben lang in einer Mischung aus Scham und Respekt verbunden blieb.
Eine Biopsie schwächt Herman Roth derart, dass die langwierige Operation des bereits weit fortgeschrittenen Tumors illusorisch erscheint. Stattdessen entscheidet der Todkranke sich für eine Operation seines grauen Stars, die ihm mit dem Augenlicht noch einmal für ein knappes Jahr den Lebensmut zurückbringt. Doch schließlich nehmen die vom Tumor verursachten Ausfallerscheinungen immer mehr zu. Herman Roth wird, neben der von ihm stets drangsalierten Lebensgefährtin Lil, rund um die Uhr von einer Pflegerin gepflegt. Auch Philip Roth und seine Frau Claire Bloom kümmern sich um den Kranken. Als dieser sich einkotet, kommt der Sohn seinem Vater gerade bei der Bereinigung dieser ekelhaften und schamvollen Situation so nahe wie nie zuvor. Philip Roth zögert, seinen Vater zum Ausfüllen einer Patientenverfügung zu bewegen, und erfährt dann, wie rational der ehemalige Vertreter von Lebensversicherungen mit heiklen Notwendigkeiten umzugehen gelernt hat.
Als Philip Roth sich, kurz vor einem Herzinfarkt stehend, mit 56 Jahren einer Bypass-Operation unterziehen muss, verschweigt er den Krankenhausaufenthalt und wird dafür von seinem Vater gescholten, der seinem Sohn beistehen wollte. Doch bei der folgenden Begegnung hat der Vater bereits sichtbar abgebaut. Wenige Wochen später stirbt Herman Roth, nachdem sein Sohn entscheidet, ihn an keine lebensverlängernden Geräte anzuschließen. In einem Traum erscheint ihm sein Vater als schwer beschädigtes, unbemanntes Kriegsschiff, das auf eine Küste zutreibt, an der sich Roth als evakuierte Waise befindet. Nach seiner Beerdigung erscheint der Vater seinem Sohn abermals im jüdischen Leichentuch und beschwert sich, dass er für die Ewigkeit lieber einen säkularen Anzug getragen hätte. Philip Roth begreift dies als Anspielung auf das Buch über seinen Vater, an dem er arbeitet, und erkennt, dass er in seinen Träumen immer der kleine Sohn bleiben wird, über den der Vater Gericht sitzt.

## Interpretation
Im Gegensatz zu seinen sonstigen Werken, auch den partiell autobiografischen wie The Facts, Deception oder Operation Shylock, spielt Philip Roth in Patrimony mit dem Leser keine literarischen Spiele. Es gibt keine Täuschungen oder Hinweise, dass dem Autor nicht zu trauen wäre. Stattdessen ist der Roman laut David Gooblar „ein aufrichtiger Bericht von der Krankheit und dem Tod eines Vaters durch einen liebenden und loyalen Sohn“. Dies macht das Buch für Paul McDonald sehr berührend, aber aus literaturkritischer Sicht weniger interessant und ergiebig für Untersuchungen als Roths sonstige Werke. Mark Shechner kommentiert, dass erzählerische Masken und sich auflösende Realitäten angemessen sind, solange ein Autor vor allem über sich selbst schreibt. „Aber dein Vater ist dein Vater, und Postmoderne und Magischer Realismus genügen einfach nicht.“
Shechner sieht Patrimony ganz in der Tradition in der Literatur des 19. Jahrhunderts, was nicht nur stilistisch für die Genauigkeit und Gewissenhaftigkeit der Beschreibung gilt, sondern auch für das Thema, das viktorianische Vorstellungen von Schicksal, Pflicht und Charakter beschwört, sowie ein patriarchales Erbe, das vom Vater an den Sohn weitergegeben wird. Roth hält den Sterbeprozess seines Vaters akkurat fest, um ihn wieder erschaffen zu können, wenn er ihn endgültig verlassen hat. Der zentrale Satz dabei lautet: „You must not forget anything.“ („Du darfst nichts vergessen.“) Die Memoiren Herman Roths werden wie in einer Zeremonie ausgebreitet, einer Grabrede, einem öffentlichen Abschied an einen Vater, den der Sohn nicht immer verstanden, aber stets geliebt hat. Shechner nennt den Roman ein Kaddisch des Sohnes für den Vater. Da allerdings Vater wie Sohn säkulare Juden waren, ist es ein Kaddisch außerhalb der jüdischen Liturgie, das keinen Gott verehrt, sondern ausschließlich den Vater.
Laut Hana Wirth-Nesher zieht Roth Parallelen zwischen seinem Vater und dem europäischen Judentum. Herman Roths Kampf gegen die Krankheit und die Reminiszenzen seiner Vergangenheit in Newark verknüpfen sich in der Vorstellung seines Sohnes mit dem Holocaust und der jüdischen Erinnerungskultur. Drei Symbole stehen im Zentrum des Romans: Die Tefillin, die Herman Roth im Umkleideraum des YMHA aussetzt, statt sie an seine Söhne weiterzugeben, stehen für den Verlust der jüdischen Tradition. Die Rasierschale seines Vaters, des jüdischen Immigranten aus Europa, die Herman Roth seinem Sohn vermacht, steht für die Entfernung der für das orthodoxe Judentum typischen langen Bärte und somit eine soziale Anpassung an die neue Heimat. Das eigentliche Erbe des Vaters an den Sohn sind jedoch seine Exkremente, in deren Säuberung sich die Rollen zwischen Vater und Sohn verkehren und der Sohn die Pflege über den Alten übernimmt. Sie stehen für den Dreck, aus dem der Mensch besteht, und damit statt einem geistig-religiösen Band für die körperlich-biologische Verbindung zwischen Vater und Sohn.
In der Schlüsselszene der Säuberung der Exkremente des Vaters zeigt sich für David Gooblar auch eine zentrale ethische Problematik autobiografischen Schreibens: Wenn ein Autor Wahrheiten niederschreibt, die Dritte betreffen, entblößt er sie vor dem Leser, ohne dass sie eine Kontrolle über ihre Darstellung haben. Gegen Ende des Romans wirft Roth ebenjenes Dilemma auf, das er in die Frage kleidet, wie sein Vater zu bestatten sei. Während der Autor seinen Vater am liebsten nackt bestatten würde (was er als Schriftsteller tut, indem er seinen Vater in all seiner Verletzlichkeit vorführt), entscheidet er sich doch für ein traditionell jüdisches Leichentuch. Doch sein Vater, der ihm im Traum erscheint, protestiert gegen das Gewand, in das ihn sein Sohn für alle Ewigkeit gesteckt hat. Im übertragenen Sinne bezieht er damit Stellung gegen das literarische Bild, das Philip Roth von ihm entworfen und mit der Veröffentlichung des Buches publik gemacht hat.

## Ausgaben
- Philip Roth: Patrimony. A True Story. Simon & Schuster, New York 1991, ISBN 0-671-70375-7.
- Philip Roth: Mein Leben als Sohn. Eine wahre Geschichte. Aus dem Amerikanischen von Jörg Trobitius. Hanser, München 1992, ISBN 3-446-16012-4.
- Philip Roth: Mein Leben als Sohn. Eine wahre Geschichte. Aus dem Amerikanischen von Jörg Trobitius. Dtv, München 1995, ISBN 3-423-11965-9.